# Khuttapiparadhi
Khuttapiparadhi – gaun wikas samiti w środkowej części Nepalu w strefie Dźanakpur w dystrykcie Mahottari. Według nepalskiego spisu powszechnego z 2001 roku liczył on 1647 gospodarstw domowych i 9316 mieszkańców (4540 kobiet i 4776 mężczyzn).